# Cesàro-vergelijking
In de meetkunde is de Cesàro-vergelijking van een vlakke kromme de vergelijking die het verband geeft tussen de kromming {\displaystyle \kappa } in een punt van de kromme en de booglengte {\displaystyle s} vanaf het begin van de kromme tot aan het gegeven punt. De vergelijking kan ook gegeven worden als een vergelijking tussen de kromtestraal {\displaystyle R} en de booglengte. (Deze vergelijkingen zijn gelijkwaardig, omdat {\displaystyle R=1/\kappa }.) Twee congruente krommen zullen dezelfde Cesàro-vergelijking hebben. Cesàro-vergelijkingen zijn genoemd naar Ernesto Cesàro.

## Voorbeelden
Sommige krommen hebben een bijzonder eenvoudige voorstelling door een Cesàro-vergelijking  ({\displaystyle c} is steeds een constante).
- Lijn: {\displaystyle \kappa =0}.
- Cirkel: {\displaystyle \kappa =1/\rho }, waarin {\displaystyle \rho } de straal is.
- Logaritmische spiraal: {\displaystyle \kappa =c/s}.
- Evolvente van een cirkel: {\displaystyle \kappa =c/{\sqrt {s}}}.
- Clothoïde: {\displaystyle \kappa =c\cdot s}.
- Kettinglijn: {\displaystyle \kappa ={\frac {a}{s^{2}+a^{2}}}}.

## Verwante parametriseringen
Tussen de Cesàro-vergelijking van een kromme en de Whewell-vergelijking bestaat de volgende betrekking. Als 
{\displaystyle \varphi =f(s)}
de Whewell-vergelijking is, waarin {\displaystyle \varphi } de hoek is tussen de raaklijn en de x-as, en {\displaystyle s} de booglengte, dan is de Cesàro-vergelijking
{\displaystyle \kappa =f'(s)}.